# Lloyd Bochner
Lloyd Wolfe Bochner (Toronto, 29 luglio 1924 – Santa Monica, 29 ottobre 2005) è stato un attore canadese.

## Biografia
Nel 1948 sposò la pianista Ruth Roher con cui è rimasto fino alla morte. Hanno avuto tre figli: Hart, divenuto anch'egli attore, Paul e Johanna. È morto di cancro nel 2005, all'età di 81 anni.

## Filmografia parziale

### Cinema
- Tamburi d'Africa (Drums of Africa), regia di James B. Clark (1963)
- Passi nella notte (The Night Walker), regia di William Castle (1964)
- Harlow, regia di Alex Segal (1965)
- Senza un attimo di tregua (Point Blank), regia di John Boorman (1967)
- L'investigatore (Tony Rome), regia di Gordon Douglas (1967)
- Inchiesta pericolosa (The Detective), regia di Gordon Douglas (1968)
- Il cavallo in doppiopetto (The Horse in the Gray Flannel Suit), regia di Norman Tokar (1968)
- La grande rapina di Long Island (Tiger by the Tail), regia di R.G. Springsteen (1970)
- Le vergini di Dunwich (The Dunwich Horror), regia di Daniel Haller (1970)
- Nessuna pietà per Ulzana (Ulzana's Raid), regia di Robert Aldrich (1972)
- Quel che conta è il conto in banca (It Seemed Like a Good Idea at the Time), regia di John Trent (1975)
- The Man in the Glass Booth, regia di Arthur Hiller (1975)
- The Lonely Lady, regia di Peter Sasdy (1983)
- Una pallottola spuntata 2½ - L'odore della paura (The Naked Gun 2½: The Smell of Fear), regia di David Zucker (1991)
- Un marito per Elly (Morning Glory), regia di Steven Hilliard Stern (1993)
- The Commission, regia di Mark Sobel (2003)

### Televisione
- The Further Adventures of Ellery Queen – serie TV, episodio 1x28 (1959)
- Thriller – serie TV, episodio 1x34 (1961)
- The Americans – serie TV, episodio 1x15 (1961)
- Ai confini della realtà (The Twilight Zone) – serie TV, episodio 3x24 (1962)
- The Dick Powell Show – serie TV, episodio 2x07 (1962)
- G.E. True – serie TV, episodi 1x04-1x05-1x32 (1962-1963)
- The Lieutenant – serie TV, episodio 1x28 (1964)
- A Man Called Shenandoah – serie TV, episodio 1x11 (1965)
- Honey West – serie TV, episodio 1x02 (1965)
- The Wackiest Ship in the Army – serie TV, episodio 1x22 (1966)
- Selvaggio west (The Wild Wild West) – serie TV, episodio 1x21 (1966)
- Agenzia U.N.C.L.E. (The Girl from U.N.C.L.E.) – serie TV, episodi 1x07-1x12 (1966)
- Tarzan – serie TV, episodio 1x17 (1967)
- Bonanza – serie TV, episodio 8x28 (1967)
- Il virginiano (The Virginian) – serie TV, 2 episodi (1967-1971)
- Operazione ladro (It Takes a Thief) – serie TV, episodio 2x18 (1969)
- The Outsider – serie TV, episodio 1x22 (1969)
- Colombo (Columbo) – serie TV, episodio 2x07 (1973)
- L'uomo da sei milioni di dollari (The Six Million Dollar Man) – serie TV, episodio 1x04 (1974)
- Ellery Queen – serie TV, episodio 1x07 (1975)
- I grandi eroi della Bibbia (Greatest Heroes of the Bible) – miniserie TV, 2 puntate (1978)
- Charlie's Angels – serie TV, episodi 3x12-4x12 (1978-1979)
- Galactica (Battlestar Galactica) – serie TV, episodio 1x21 (1979)
- Dynasty – serie TV, 27 episodi (1981-1982)
- Labirinti e mostri (Maze & Monsters), regia di Steven Hilliard Stern – film TV (1982)
- Autostop per il cielo (Highway to Heaven) – serie TV, episodio 5x05 (1989)
- La signora in giallo (Murder, She Wrote) – serie TV, episodi 3x03-4x21-8x15 (1986-1992)
- Il caso Dozier, regia di Carlo Lizzani – film TV (1993)

## Doppiatori italiani
Nelle versioni in italiano delle opere in cui ha recitato, Lloyd Bochner è stato doppiato da:
- Sergio Rossi in Charlie's Angels (ep.  4x11), La signora in giallo (ep. 8x15)
- Sergio Graziani in Passi nella notte
- Nando Gazzolo in Senza un attimo di tregua
- Massimo Foschi in Inchiesta pericolosa
- Pino Colizzi ne Il cavallo in doppiopetto
- Carlo Sabatini in Nessuna pietà per Ulzana
- Gianni Marzocchi in Charlie's Angels (ep. 3x11)
- Gianfranco Bellini in Dynasty
- Rino Bolognesi in Ellery Queen
- Walter Maestosi in La signora in giallo (ep. 3x03)
- Sergio Tedesco in La signora in giallo (ep. 4x21)
- Silvio Anselmo in Una pallottola spuntata 2½ - L'odore della paura
- Sergio Di Giulio in Nessuna pietà per Ulzana (ridoppiaggio)

Da doppiatore è sostituito da:
- Maurizio Scattorin in Batman, Batman cavaliere della notte